# Elicura
Elicura är ett släkte av insekter. Elicura ingår i familjen myrlejonsländor.
Kladogram enligt Catalogue of Life:
| Elicura | \| \| Elicura iniqua \| \| \| \| \| \| Elicura justa \| \| \| \| \| \| Elicura litigator \| \| \| \| |
|         | \| \| Elicura iniqua \| \| \| \| \| \| Elicura justa \| \| \| \| \| \| Elicura litigator \| \| \| \| |
|         | Elicura iniqua                                                                                       |
|         | |
|         | Elicura justa                                                                                        |
|         | |
|         | Elicura litigator                                                                                    |
|         | |